# Eisenheim

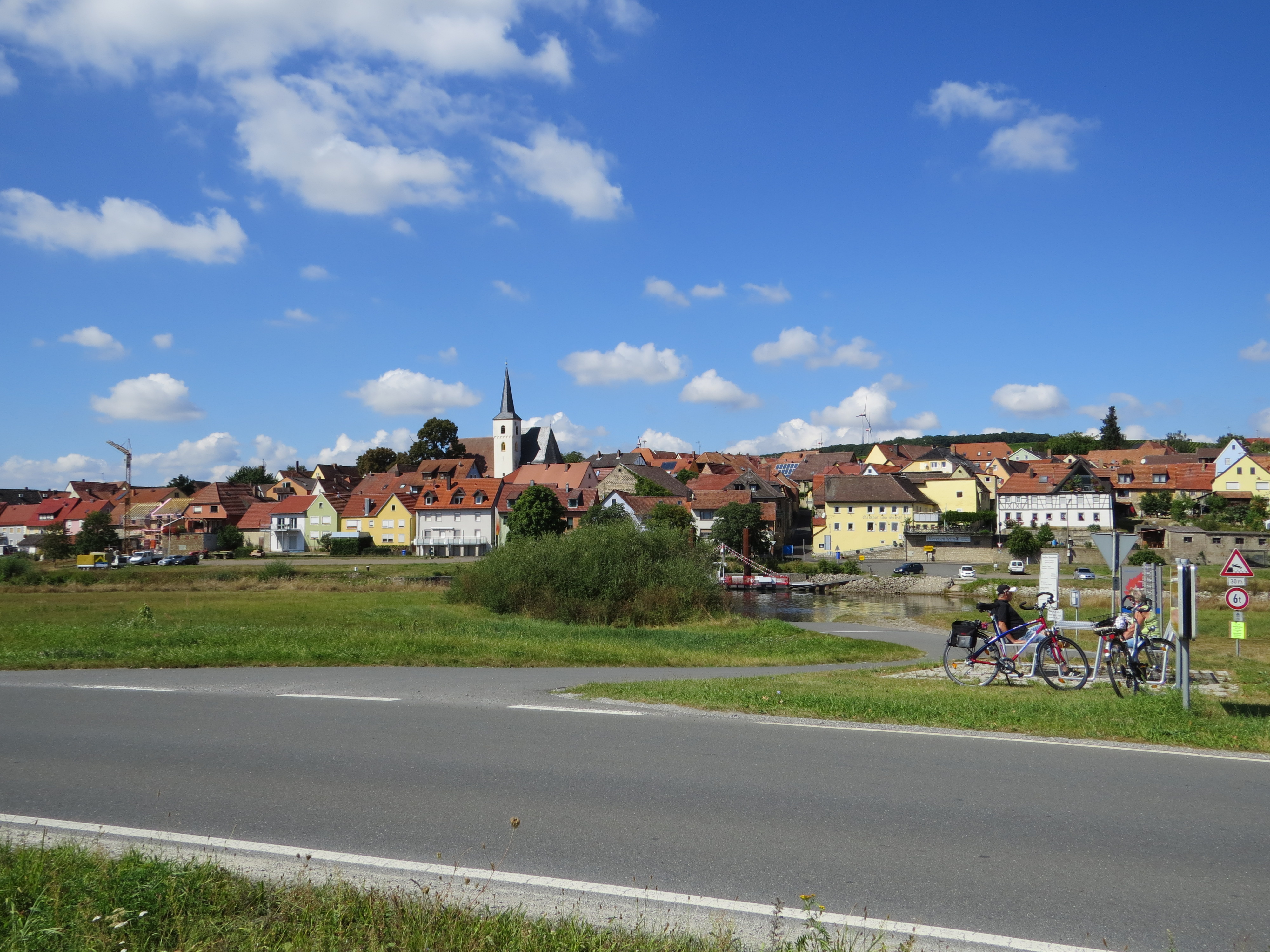
Obereisenheim von Osten

Eisenheim ist ein Markt im unterfränkischen Landkreis Würzburg und ein Mitglied der Verwaltungsgemeinschaft Estenfeld. Das Marktrecht liegt eigentlich nur beim Ort Obereisenheim, der deshalb auch – im Gegensatz zu Untereisenheim – einen Marktplatz hat. Bei der Zusammenlegung der beiden Ortschaften zu einer Gemeinde „Eisenheim“ wurde auch der Begriff „Markt“ auf beide Orte ausgedehnt.

## Geographie
Die Gemeinde liegt in der Region Würzburg und direkt am Main.
Naturräumlich liegt die Gemeinde im Gebiet der Volkacher Mainschleife, die als Untereinheit zum Mittleren Maintal der Mainfränkischen Platten gezählt wird.

## Gemeindegliederung
Es gibt vier Gemeindeteile (in Klammern ist der Siedlungstyp angegeben):
- Kaltenhausen (Einöde)
- Obereisenheim (Hauptort)
- Schiffmühle (Einöde)
- Untereisenheim (Kirchdorf)

Es gibt die Gemarkungen Obereisenheim und Untereisenheim.

## Geschichte

### Bis zur Gemeindegründung
Bisher ging man von einer ersten Erwähnung Eisenheims im Jahre 788 als „Isanesheim“ in einer Schenkungsurkunde an das Kloster Fulda aus. Hierauf bezog sich auch die 1200-Jahr-Feier 1988.
In einer Urkunde aus dem Jahr 772 ist ein „Isinleiba“ bzw. „Isleiba“ erwähnt (Urkundenbuch des Klosters Fulda), von dem vermutet wird, dass ebenfalls Eisenheim gemeint ist. Belegt ist das jedoch nicht. 
Obereisenheim war Bestandteil der Grafschaft Castell-Rüdenhausen, die 1806 durch Bayern mediatisiert wurde. 1810 überließ Bayern das Gebiet dem Großherzogtum Würzburg im Zuge von Grenzpurifikationen. 1814 fiel es endgültig an Bayern. Im Jahr 1818 entstand die politische Gemeinde.

### Religionen
Durch die Zugehörigkeit zur evangelischen Grafschaft Castell-Rüdenhausen ist Obereisenheim auch heute noch überwiegend evangelisch. Es gibt einen evangelischen Pfarrer und eine evangelische Pfarrkirche.
Untereisenheim gehörte dem Bistum Würzburg an. Noch heute ist das Wappen von Fürstbischof Julius Echter dort zu finden. Durch die Zugehörigkeit zum katholischen Bistum Würzburg ist Untereisenheim auch heute noch überwiegend katholisch. 

### Gemeindefusion
Der Markt Obereisenheim und die Gemeinde Untereisenheim gehörten zum Landkreis Gerolzhofen, ehe sie durch die Kreisgebietsreform in Bayern am 1. Juli 1972 zum Landkreis Würzburg kamen. Am 1. Mai 1978 wurden beide Gemeinden zum neuen Markt Eisenheim zusammengeschlossen.

### Einwohnerentwicklung
| Jahr | Einwohner (Eisenheim) | Obereisenheim | Untereisenheim |
| ---- | --------------------- | ------------- | -------------- |
| 1961 | 1165                  | 543           | 622            |
| 1970 | 1156                  | 564           | 592            |
| 1987 | 1177                  |               |                |
| 1991 | 1219                  |               |                |
| 1995 | 1214                  |               |                |
| 2000 | 1309                  |               |                |
| 2005 | 1340                  |               |                |
| 2010 | 1316                  |               |                |
| 2015 | 1323                  |               |                |

Im Zeitraum 1988 bis 2018 stieg die Einwohnerzahl von 1188 auf 1350 um 162 Einwohner bzw. um 13,6 %. Quelle: BayLfStat

## Politik

### Gemeinderat
Die Gemeinderatswahl 2020 ergab folgende Sitzverteilung im Gemeinderat:
| Partei                               | Sitze |
| ------------------------------------ | ----- |
| Freie Wählergemeinschaft (FWG)       | 5     |
| SPD                                  | 3     |
| CSU                                  | 2     |
| Unabhängige Wählergemeinschaft (UWG) | 2     |

Die Gemeinderatswahl 2020 war vom Landratsamt für ungültig erklärt worden, was durch Urteil des Verwaltungsgerichts Würzburg aufgehoben wurde.

### Bürgermeister
Erster Bürgermeister ist seit 1. Mai 2020 Christian Holzinger (parteilos, nominiert von der SPD). Er wurde am 15. März 2020 mit 84,1 % der Stimmen gewählt. Sein Vorgänger Andreas Hoßmann (Unabhängige Wählergemeinschaft) war vom 1. Mai 1996 bis 30. April 2020 im Amt.

### Wappen
| | Blasonierung: „Geviert von Rot und Silber mit aufgelegtem schräglinkem schwarzen Abtstab; in 1 ein silbernes Hufeisen, darin ein silberner Stern mit Schweif, in 4 ein gestürztes silbernes Hufeisen.“ |
| Wappenbegründung: Die Gemeinde Eisenheim besteht seit 1978 aus den ehemals selbstständigen Gemeinden Obereisenheim und Untereisenheim mit Kaltenhausen und trägt seitdem den Namen Eisenheim. Das Wappen geht auf die Geschichte dieser drei Orte ein. Die Vierung von Rot und Silber ist das Wappen der Grafen von Castell, zu deren Herrschaftsbereich das Gemeindegebiet gehörte. Zudem übten die Grafen in Obereisenheim die Vogtei aus. Die Hufeisen stehen redend für die nicht mehr verstandenen Ortsnamen Eisenheim, Obereisenheim und Untereisenheim, die sich von dem Personennamen Isan ableiten. Sie standen zusammen mit einem Stern in den früheren Gerichtssiegeln von Obereisenheim und Untereisenheim. Der Abtstab ist dem Wappen des Klosters Ebrach entnommen, das vor allem in Kaltenhausen und Untereisenheim umfangreichen Grundbesitz hatte. Dieses Wappen wird seit 1982 geführt. | |

## Baudenkmäler

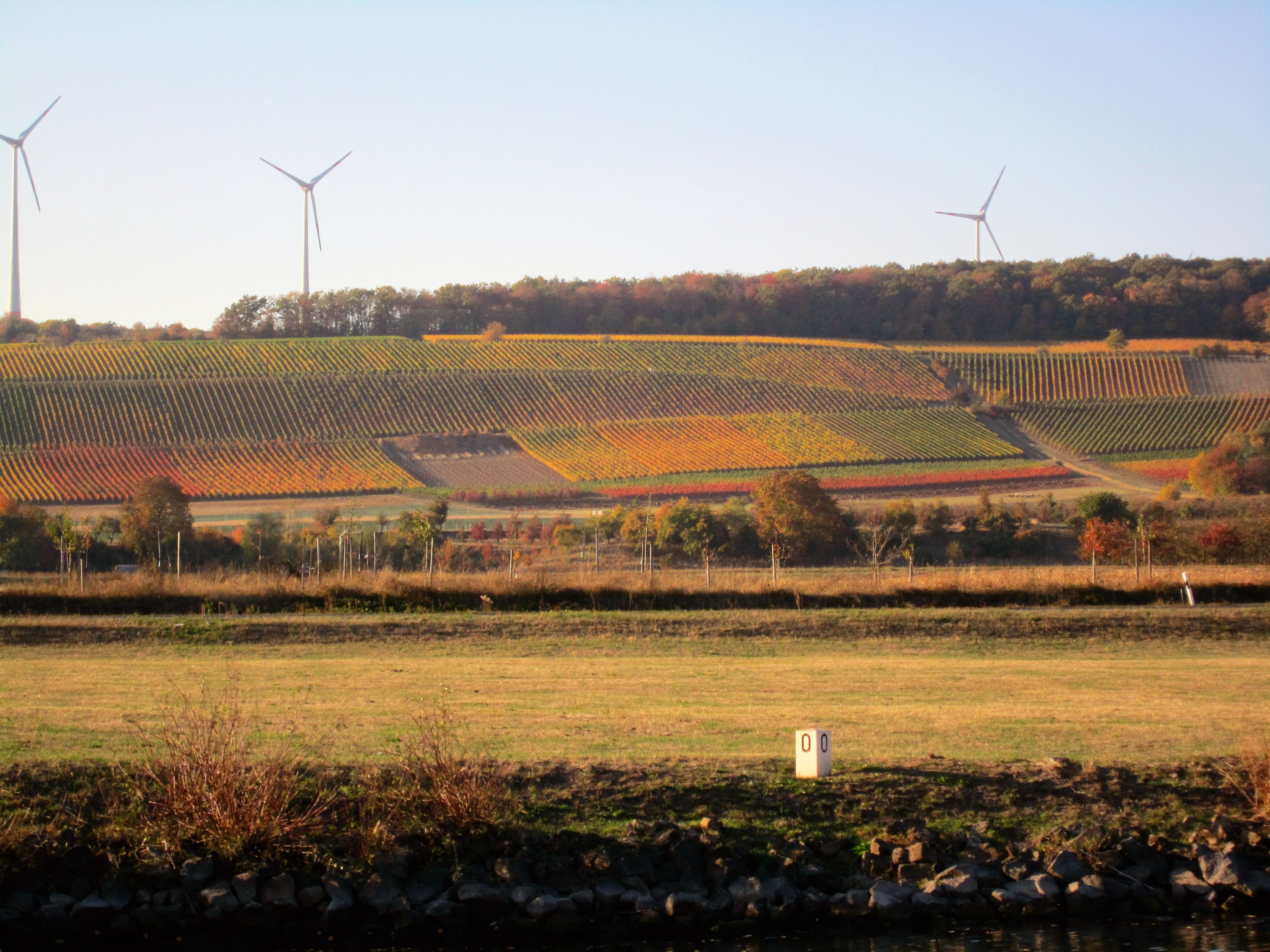
Weinberge westlich des Mains bei Untereisenheim

- Rathaus (Eisenheim)

## Wirtschaft und Infrastruktur

### Wirtschaft einschließlich Land- und Forstwirtschaft
Es gab 1998 nach der amtlichen Statistik im produzierenden Gewerbe 50 und im Bereich Handel und Verkehr keine sozialversicherungspflichtig Beschäftigte am Arbeitsort. Sozialversicherungspflichtig Beschäftigte am Wohnort gab es insgesamt 406. Im verarbeitenden Gewerbe im Bauhauptgewerbe gab es keine Betriebe. Es bestanden im Jahr 1999 110 landwirtschaftliche Betriebe mit einer landwirtschaftlich genutzten Fläche von 489 ha, davon waren 250 ha Ackerfläche und zehn Hektar Dauergrünfläche. In Untereisenheim existiert des Weiteren eine Zweigstelle der Raiffeisenbank Mainschleife-Steigerwald.

### Gastronomie
In Ober- und Untereisenheim gibt es zahlreiche Heckenwirtschaften, die zu unterschiedlichen Zeiten – maximal jedoch vier Monate im Jahr – geöffnet haben.
In Obereisenheim gibt es außerdem die beiden Gaststätten „Zur Rose“ und „Zum Schiff“. Außerdem besteht ein Café im Erzgebirgischen Spielzeugwinkel und ein Sportheim mit Vereinsgaststätte.
In Untereisenheim gibt es einen Biergarten „Zum Kutscher“ und im Ortsteil Kaltenhausen den „Biergarten an der Mainschleife“.

### Verkehr

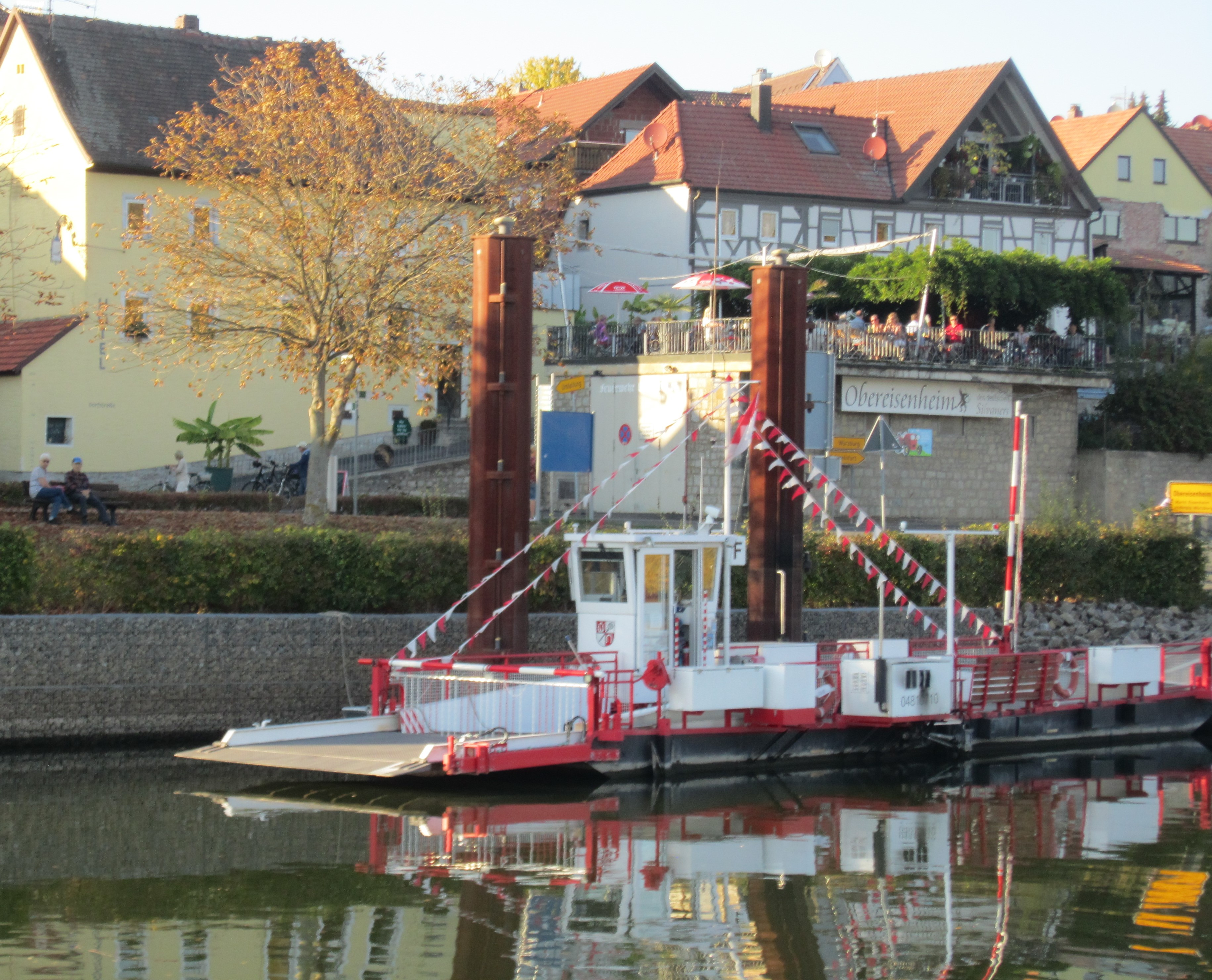
Fähre über den Main am Ortskern von Obereisenheim

Eisenheim liegt am Main. Eine Besonderheit sind die beiden Fahrzeugfähren, die die Ortsteile Obereisenheim mit Stammheim und Kaltenhausen mit Fahr verbinden. Die Obereisenheimer Fähre ist die einzige noch aktive Motorfähre im Landkreis Würzburg.
Eisenheim hat einen Haltepunkt an der Mainschleifenbahn, der inzwischen nur noch an Sonntagen im Sommer von Museumszügen angefahren wird.

### Bildung
Es gibt folgende Einrichtungen (Stand: 2010):
- Kindergärten: Ein Kinderhaus im Ortsteil Untereisenheim für alle Kinder des Marktes Eisenheim (und bei Bedarf und Platz aus Nachbarorten) mit Kinderkrippe für Kleinkinder von 6 Monaten bis 2,5 Jahren, Kindergarten mit 50 Kindergartenplätzen und Schulkindbetreuung. Das Kinderhaus ist seit dem 1. September 2010 geöffnet, die offizielle Einweihung sollte im Oktober 2010 stattfinden.

## Söhne und Töchter der Gemeinde
- Karl Friedrich Cerf (eigentlich Friedrich Hirsch, 1771–1845), Theaterleiter in Berlin
- Edmund Herold (1901–1972), Pfarrer, Heimatdichter und Imker